# Ketangi (Kaliangkrik)
Ketangi is een bestuurslaag in het regentschap Magelang van de provincie Midden-Java, Indonesië. Ketangi telt 2208 inwoners (volkstelling 2010).